# Kristanna Loken
Kristanna Sommer Løken (Ghent, 8 ottobre 1979) è un'attrice e modella statunitense.

## Biografia
Figlia dello scrittore Merlin "Chris" Løken e della modella Rande Porath, è di origini norvegesi e tedesche.
È cresciuta a LoveApple Farm, una fattoria di proprietà dei genitori nello Stato di New York. Dopo aver frequentato sia scuole statali che private, Kristanna è stata lanciata come modella già all'età di 15 anni, su consiglio della madre, che già aveva calcato le passerelle usando lo pseudonimo Rande Hague. Il successo di Kristanna come modella fu assicurato non solo dall'avvenenza, ma anche dalla statura (è alta 180 cm).
In seguito ha intrapreso la carriera di attrice con apparizioni regolari in show televisivi per alcune emittenti statunitensi. La popolarità mondiale è arrivata sul grande schermo, con il film Terminator 3 - Le macchine ribelli (2003): accanto ad Arnold Schwarzenegger l'attrice ha interpretata la letale cyborg assassina T-X (Terminatrix). Nel 2004 ha ottenuto il ruolo di Brunnhild nel film per la televisione tedesca Die Nibelungen (in Italia, La saga dei Nibelunghi), che rievoca l'antica leggenda a cui si ispirò la Tetralogia di Richard Wagner.
Nel 2005 è stata Rayne nel film americano BloodRayne, un lungometraggio tratto dall'omonimo videogioco che però ha ricevuto un'accoglienza tiepida da parte della critica cinematografica.
Nel 2007 ha preso parte alla serie televisiva Painkiller Jane, nel ruolo della protagonista Jane Vasco.
Nello stesso anno è stata una delle principali interpreti della quarta stagione della serie televisiva americana The L Word, nel ruolo di Paige.

## Vita privata
Loken è bisessuale. In un'intervista alla rivista Curve ha dichiarato:"Sono uscita e ho fatto sesso con uomini e donne e devo dire che le relazioni che ho avuto con certe donne sono state molto più soddisfacenti, sessualmente ed emotivamente, di quelle con certi uomini. Mi connetto con un'aura, con l'energia. E se la persona con cui mi connetto è una donna, è proprio così che mi fa girare le ruote".
Il 17 gennaio 2008, Loken ha annunciato sul suo sito web di essere fidanzata con il suo co-protagonista in Painkiller Jane Noah Danby; la coppia si è scambiata le promesse matrimoniali nella fattoria della sua famiglia il 10 maggio 2008. In un'intervista pubblicata il 16 novembre 2009, ha annunciato di essersi separata da Danby e di uscire con una donna.
Loken ha dato alla luce un figlio, Thor, nel maggio 2016. Il padre del bambino è il suo fidanzato, l'amministratore delegato di JP Morgan Jonathan Bates.

## Filmografia

### Cinema
- Academy Boyz, regia di Dennis Cooper (1997)
- Gangland (2000)
- Panico nel vuoto (Air Panic) (2001)
- 2003 Terminator 3 - Le macchine ribelli (Terminator 3: Rise of the Machines), Genoide T-X
- BloodRayne, regia di Uwe Boll (2005)
- Lime Salted Love (2006)
- In the Name of the King (In the Name of the King: A Dungeon Siege Tale), regia di Uwe Boll (2008)
- Darfur (2009)
- 301 - La leggenda di Maximus il fichissimo (The Legend of Awesomest Maximus), regia di Jeff Kanew (2011)
- S.W.A.T. - Squadra speciale anticrimine 2 (S.W.A.T.: Firefight) (2011)
- Bounty Killer, regia di Henry Saine (2013)
- Fighting for freedom (2013)
- Mercenarie (Mercenaries), regia di Christopher Ray (2014)
- Hunting the Phantom, regia di Marina Kunarova (2014)

### Televisione
- Così gira il mondo (As the World Turns) - soap opera (1994)
- New York Undercover - serie TV (1995)
- Law & Order - I due volti della giustizia (Law & Order) - serie TV (1996)
- Aliens in the Family - serie TV (1996)
- Lois & Clark - Le nuove avventure di Superman (Lois & Clark: The New Adventures of Superman) - serie TV (1997)
- Star Trek: Voyager - serie TV, episodio 3x20 (1997)
- Just Shoot Me! (1997) - serie TV
- E vissero infelici per sempre (Unhappily Ever After) - serie TV (1996-1997)
- Crescere, che fatica! (Boy Meets World) - serie TV (1996-1998)
- Pensacola - Squadra speciale Top Gun (Pensacola: Wings of Gold) - serie TV (1997-1998)
- I viaggiatori (Sliders) - serie TV (1999)
- Mortal Kombat: Conquest - serie TV (1998-1999)
- Pacific Blue - serie TV (1999)
- D.C. (2000) - serie TV
- Philly (2001-2002) - serie TV
- La saga dei Nibelunghi (Ring of the Nibelungs), regia di Uli Edel - miniserie (2004)
- Painkiller Jane – serie TV (2007)
- The L Word (2007-2008) - serie TV
- Legami Pericolosi (Ties That Bind) – film TV (2010)
- La signora di Purity Falls (Purity Falls), regia di Sam Irvin – film TV (2019)

## Doppiatrici italiane
Nella versione in italiano delle opere in cui ha recitato, Kristanna Loken è stata doppiata da:
- Barbara De Bortoli in Mortal Kombat: Conquest, Legami Pericolosi
- Francesca Fiorentini in Painkiller Jane, 301 - La leggenda di Maximus il fichissimo
- Stefanella Marrama in Terminator 3 - Le macchine ribelli
- Federica De Bortoli in In the Name of the King
- Stella Musy in La signora di Purity Falls
- Rossella Acerbo in La saga dei Nibelunghi
- Chiara Gioncardi in BloodRayne
- Gilberta Crispino in Darfur
- Daniela Abbruzzese in Burn Notice - Duro a morire
- Sabine Cerullo in Mercenarie